# Viorica Dăncilă
Vasilica Viorica Dăncilă (Roșiorii de Vede, 1963. december 16. –) román szociáldemokrata párti (PSD) politikus, a párt elnöke 2019-től. A romániai szociáldemokrata nőszervezet (OFSD) elnöke (2015-től), miniszterelnök (2018–2019).

## Élete
1983–1988 között a ploiești-i Olaj- és Gázipari Egyetemen tanult és szerzett diplomát, majd Videlében dolgozott az OMV romániai leányvállalatának mérnökeként és szakközépiskolai tanárként. 2004–2006 között Bukarestben politika- és közigazgatás-tudományi szakon szerzett mesterfokozatot.
1996-ban lett a PSD tagja. 2000–2003 között a PSD Videle városi nőszövetségének volt az elnöke, 2003–2011 között a PSD helyi szervezetének az elnöke. 2009–2018 között európai parlamenti képviselő, 2015-től a párt országos nőszervezetének elnöke.
2018. január 17-én Mihai Tudose miniszterelnök lemondását követően Klaus Johannis államfő kormányalakítással bízta meg. A román parlament január 29-én bizalmat szavazott az általa vezetett új PSD–ALDE-kormánynak, majd kabinetje minisztereivel együtt – a Cotroceni-palotában – letette a hivatali esküt.
Miután a román legfelsőbb bíróság 2019 májusában – helyeben hagyva a 2016-ban első fokon meghozott ítéletet – visszaélésre történő felbujtásért három és fél év letöltendő szabadságvesztésre ítélte Liviu Dragnea pártelnököt, ügyvivő jelleggel átvette a PSD elnökségét.
A kormánya elleni 2019. október 10-ei bizalmatlansági indítványt a parlament megszavazta, így az általa vezetett kabinet megbukott, de az alkotmány értelmében ügyvezetőként – az új kormány megalakulásáig – helyén maradt. Utódja a Nemzeti Liberális Párt (PNL) elnöke, Ludovic Orban.
November végén lemondott pártelnöki tisztségéről, miután elvesztette az elnökválasztást Klaus Iohannis jobboldali államfővel szemben. A párt végrehajtó bizottságának ülésén Marcel Ciolacu házelnököt bízták meg a PSD ideiglenes vezetésével.

## Családja
Férje, Cristinel Dăncilă, az OMV Petrom egyik menedzsere. Fia, Victor Dăncilă, szintén az OMV Petrom alkalmazottja.